# Bum'Bere Tofao
Die Bum'Bere Tofao auch Bumbawe Tefao  ist ein Gesichtsschutz und eine Maske aus Indonesien.

## Beschreibung
Die Bum'Bere Tofao besteht aus Holz, Horn oder Metall. Sie wird im Gesicht unterhalb der Nase auf der Oberlippe befestigt. Eine Schnur oder Riemen sind daran befestigt und dienen zur Befestigung am Kopf. Die Bum'Bere Tofao dient als leichter Gesichtsschutz und als eine Art Maske um den Gegner einzuschüchtern. Es gibt verschiedene Versionen. Die Bum'Bere Tofao wird von Ethnien aus Indonesien benutzt.

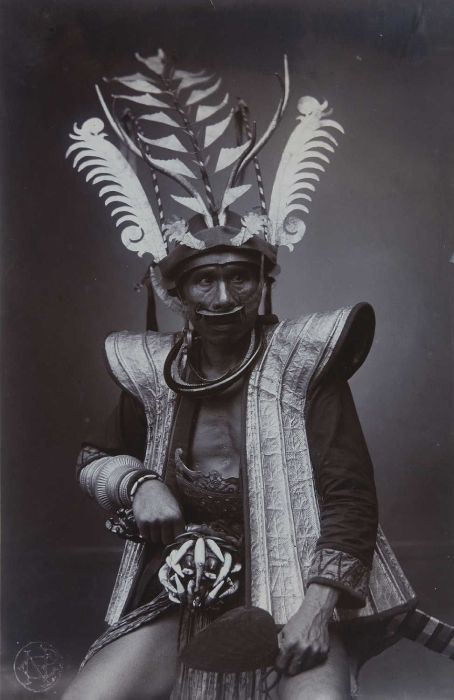
Indonesischer Krieger mit Bum 'Bere Tofao